# Sainte-Sabine-sur-Longève
Sainte-Sabine-sur-Longève è un comune francese di 731 abitanti situato nel dipartimento della Sarthe nella regione dei Paesi della Loira.

## Storia

### Simboli
Lo stemma è stato adottato il 19 ottobre 2023. Il giglio d'oro in campo azzurro è simbolo della Sarthe. Gli altri elementi nello scudo rappresentano il fiume, la foresta, gli animali selvatici e l'agricoltura.

## Società

### Evoluzione demografica
Abitanti censiti